# 三ツ池古墳
座標: 北緯35度31分28.4秒 東経139度39分46.7秒 / 北緯35.524556度 東経139.662972度
三ツ池古墳（みついけこふん）は、神奈川県横浜市鶴見区三ツ池に所在する古墳時代の古墳。墳形は円墳とされる。鶴見川右岸の下末吉台地一帯にかつて多く分布していた古墳や横穴墓の中では、数少ない現存古墳である。

## 立地と概要
鶴見区西部に広がる下末吉台地（標高40-50メートル）の、鶴見川南岸に面した台地北端部（地域名では鶴見区駒岡・梶山・三ツ池公園・上末吉・下末吉・諏訪坂にかけて）には、かつて複数の古墳群や横穴墓群が分布していた。
同区駒岡に集中域をもつ古墳群は駒岡古墳群と呼ばれ、駒岡瓢箪山古墳や駒岡堂の前古墳・岩瀬山横穴墓群などが知られる。また、駒岡古墳群のあった丘陵から谷戸を1つ挟んだ東側の丘陵には梶山古墳群が分布し、太田道灌伝承で知られる兜塚古墳が残存する。
三ツ池古墳は、兜塚古墳より南方の神奈川県立三ツ池公園内にあり、谷戸の奥に造られた溜池の「三ツ池」を囲む高台（現状は薮地）にある。全長20-30メートルの円墳と考えられているが、発掘調査などの考古学的な調査が行われておらず、古墳の正確な規模や築造年代などは解っていない。しかし、鶴見区一帯の古墳群や横穴墓群がほとんど消滅してしまった現代においては、墳丘が手付かずで残る貴重な存在となっている。